# حركة المظلات
حركة المظلات، حركة سياسية ظهرت خلال احتجاجات هونغ كونغ عام 2014. نشأ اسمها من استخدام المظلات كأداة للمقاومة السلمية بوجه استخدام شرطة هونغ كونغ لرذاذ الفلفل لتفريق الحشد خلال احتلال المدينة الذي استمر 79 يومًا للمطالبة بإجراء انتخابات أكثر شفافية، والذي أثاره قرار اللجنة الدائمة للمجلس الوطني لنواب الشعب لجمهورية الصين الشعبية بتاريخ 31 أغسطس 2014، إذ نص على إجراء فحص مسبق انتقائي للمرشحين لانتخابات رئيس السلطة التنفيذية لهونغ كونغ لعام 2017.
ضمت الحركة أفرادًا وصل عددهم إلى عشرات الآلاف، والذين شاركوا في الاحتجاجات التي بدأت في 26 سبتمبر 2014، على الرغم من قيادة الحركة الطلابية واتحاد طلاب هونغ كونغ وحركة احتلوا سنترال بالحب والسلام بشكل أساسي للمطالبات بإلغاء قرار اللجنة الدائمة للمجلس الوطني لنواب الشعب. اشتكى نشطاء الحركة منذ بداية احتجاجات عام 2014 من مضايقات المعارضين السياسيين «على غرار الطريقة المثيرة للقلق التي استهدفت نشطاء بر الصين الرئيسي وعائلاتهم منذ فترة طويلة» وحوكموا وسجنوا لمشاركتهم في أعمال الاحتجاج.

## التسمية
صيغ اسم «ثورة المظلات» من قبل آدم كوتون على تويتر في 26 سبتمبر 2014، في إشارة إلى المظلات المستخدمة للتصدي لرذاذ الفلفل الخاص بالشرطة، وسرعان ما اكتسب قبولًا واسع النطاق بعد ظهوره في مقال نشرته صحيفة الإندبندنت في 28 سبتمبر/أيلول يتحدث عن استخدام الغاز المسيل للدموع ضد المتظاهرين في ذلك اليوم. رُفض اسم ثورة المظلات لاحقًا من قبل بعض الأعضاء البارزين والمؤيدين لحملة احتلوا سنترال، خوفًا من أن الاعتقاد بأن الحركة تتبنى الإطاحة بالحكومة بالعنف. أكدوا أن الحراك لم يكن ثورة ملونة بل مطلب لإجراء انتخابات حرة ونزيهة، واقترحوا اسم «حركة المظلات» كبديل.
استخدم المشاركون كلا الاسمين من وقت لآخر، نظرًا لعدم وجود قيادة واضحة أو تنظيم رسمي للحركة. يفضل أولئك الذين يروجون لأكثر من مجرد الاحتجاج السلمي مثل أعضاء سيفيك باشن عدم استخدام اسم «حركة المظلات».

## الحركة السياسية

### صدى الاحتلال في الحرم الجامعي
استجاب جميع الطلاب تقريبًا في جامعات هونغ كونغ لحملة مقاطعة هونغ كونغ لعام 2014، ودعموا بالكامل «حركة المظلات». أنشأت العديد من المدارس الثانوية مجموعات معنية بالإصلاح السياسي لدعم احتجاجات الطلاب «وحركة المظلات». غيّر الأشخاص آنذاك أيقونات المستخدم الخاصة بهم على وسائل التواصل الاجتماعي بشرائط صفراء أو مظلة للإشارة إلى دعمهم للحركة.
عُلقت لافتة على جبل ليون روك كتب عليها «أريد اقتراعًا عالميًا حقيقيًا» ثم رُفعت نسخ صغيرة من لافتة ليون روك في جامعات هونغ كونغ مثل جامعة هونغ كونغ، وجامعة هونغ كونغ الصينية، وجامعة هونغ كونغ للعلوم والتكنولوجيا، وجامعة هونغ كونغ المفتوحة، وجامعة هونغ كونغ المعمدانية، وجامعة لينغنان، وجامعة مدينة هونغ كونغ، وفي الكليات مثل كينغز كوليج، وكوينز كوليج، وكلية قلب ماري النقي، وكلية سانت بول.

### صدى الاحتلال في مناطق هونغ كونغ
علق محبو تسلق الجبال، «سبايدرمان» ورفاقه لافتة عملاقة على قمة ليون روك في 23 أكتوبر، كتب عليها «أريد اقتراعًا عالميًا حقيقيًا» الأمر الذي أحدث ضجة كبيرة في هونغ كونغ، لكن الحكومة أزالتها في اليوم التالي. أطلق الجمهور منذ ذلك الحين حملة «أزيلوا واحدة، نعلق عشرة» على كل من جبال وجزر هونغ كونغ، بما في ذلك تاي مو شان، وقمة الشيطان، وتاي تونغ شان، وقمة كاسل، والقمة، وقمة كولون، وتونغ بينج تشاو، وهكذا، عُلقت لافتات تقول «أريد اقتراع عالمي حقيقي» بينما عُلقت مرة أخرى على ليون روك عدة مرات أثناء الاحتلال، وبعده لافتات كتب عليها «أريد اقتراع عالمي حقيقي». وجد الاحتلال صدىً في مناطق مختلفة من هونغ كونغ، بما في ذلك المنطقة بالقرب من محطة شونغ شوي للسكك الحديدية (30 سبتمر) حيث أنتجت إتش كي أربيكس فيلمًا قصيرًا لدعم الحركة، وشام شوي بو، وكواي شينغ إيست، وتاي واي، وشاي وان، وكوون تونغ، ومناطق أخرى.

### صدى الاحتلال في الصين والخارج
عُلق في الحرم الجامعي الجديد لجامعة ماكاو في زوهاي لافتة كتب عليها «ماكاو تريد أيضًا اقتراعًا عالميًا حقيقيًا» على غرار ثورة مظلات هونغ كونغ، لتكرار احتجاجات الشوارع في الأراضي المحتلة من هونغ كونغ.

### مسيرات تضامنية في الصين وخارجها
خرجت مسيرات لدعم الاحتجاجات في أكثر من 64 مدينة حول العالم بحلول أكتوبر 2014، وخاصة أمام البعثات التجارية في هونغ كونغ أو القنصليات الصينية. استقطبت مظاهرة أمام السفارة الصينية في لندن 3000 مشارك. جمعت الالتماسات المقدمة في أستراليا والبيت الأبيض للحث على دعم الاحتجاجات أكثر من 500 و183 ألف توقيع على التوالي. نظم السكان المحليون في العاصمة التايوانية تايبيه احتجاجًا تضامنيًا، إذ ورد أن المشاركين اشتبكوا مع الشرطة التايوانية بعد مزاحمة مكتب تجاري في هونغ كونغ. اجتذب تجمع في ساحة الحرية في تايبيه في 1 أكتوبر أكثر من 10000 شخص لدعم الاحتجاجات، وفي مباراة تصفيات كأس شرق آسيا ضد هونغ كونغ في 16 نوفمبر، لوح مشجعو كرة القدم التايوانية بمظلات صفراء تعبيرًا عن الدعم، وأثناء عزف النشيد الوطني الصيني، غنى المتفرجون «محيطات بلا حدود، سماء واسعة».
شارك مئات الأشخاص في سنغافورة في وقفة احتجاجية على ضوء الشموع في هونغ ليم بارك في 1 أكتوبر لإظهار الدعم لمحتجي احتلوا سنترال، وفي أستراليا، خلال قمة مجموعة العشرين في بريسبان 2014، بدأ الطالبان ألفين تشينج وناردو واي من هونغ كونغ مسيرة مدتها 4 ساعات لدعم ثورة المظلات على العشب بالقرب من ساحة ساوث بانك باركلاند سنكورب خارج مكان انعقاد قمة مجموعة العشرين. شارك في المسيرة العديد من الطلاب الأجانب من هونغ كونغ وتايوان وبر الصين الرئيسي. شارك ناردو في إضراب عن الطعام، ورفع لافتة كتب عليها «ادعموا ثورة المظلات في هونغ كونغ» خارج الفندق الذي كان من المقرر أن يقيم فيه الأمين العام للحزب الشيوعي شي جين بينغ، لكن مُنع من دخول المناطق الأمنية لمجموعة العشرين، الأمر الذي شككت فيه وسائل الإعلام الأسترالية.

## خلفية
كانت هونغ كونغ جزءًا من الإمبراطورية البريطانية السابقة، وفي عام 1997، سُلمت سلطة المدينة إلى الصين، فيما عرف بتسليم هونغ كونغ. أُبرمت اتفاقية خاصة عند تسليم سلطة هونغ كونغ إلى الصين سُميت «دولة واحدة ونظامان» إذ اُبرمت لضمان تمتع هونغ كونغ ببعض الاستقلالية عن الصين. انتُهك مبدأ «دولة واحدة ونظامان» عندما اتخذت الصين القرار في عام 2017 الذي سيسمح بإجراء انتخابات في هونغ كونغ، لكن المرشحين الذين يمكن للمواطنين التصويت عليهم كانوا من قائمة المرشحين المعتمدين مسبقًا والتي جمعتها الصين.